# 김재홍 (승려)
김재홍(金在弘, 일본식 이름: 金光智海, 1885년 ~ 1969년 7월 25일)은 한국의 승려이다. 법명은 경봉(鏡峰). 통도사의 김경봉과는 승명이 같은 동명이인이다.

## 생애
속성은 광산 김씨이다. 어릴 때 가세가 몰락하여 전라북도 익산의 친척집에 얹혀 살며 한학을 익혔고, 충청남도 논산군의 배양학교에 입학해 신학문을 공부했다.
1905년 을사조약이 체결되자 전국에서 을사의병이 일어났는데, 김재홍은 전라북도 무주군 적성산의 노원섭 부대에 들어가 의병운동에 참여했다. 약 70여 명으로 구성된 의병 부대를 이끌고 덕유산 등지에서 일본군과 여러차례 교전했다. 인천에서 체포되었다가 탈주하여 금강산에서 은거했다.
한일 병합 조약 이듬해인 1911년 금강산 건봉사에서 출가했다. 이후 건봉사 강원에 입학하여 3년 만에 대교과와 수의과를 모두 마쳤고, 능허의 법맥을 이어받은 뒤 금강산 마하연사에서 선 수련에 몰두했다. 1922년 강백이 되어 유점사와 건봉사 강원에서 5년간 강의했다.
1939년 일본 불교계를 시찰하고 돌아온 뒤 중일 전쟁과 태평양 전쟁 전시체제에 협력한 행적이 있다. 그해 조선총독부로부터 건봉사 주지로 인가받았고, 이듬해에는 창씨개명 정책에도 호응하여 이름과 성을 일본식으로 바꿨다. 건봉사 주지직 취임 직후 중일 전쟁 2주년 기념으로 일본군 위문금 200원을 조선불교중앙교무원에 납부했는데, 이는 당시 14개 본산 가운데 최고액이었다.
첫 3년의 임기를 마치고 1942년 건봉사 주지 재임 인가를 받았고, 1944년에는 조선 불교계가 전국적인 모금으로 헌납하기로 한 두 번째 해군 전투기 1대를 마련하기 위해 건봉사 몫의 2.941원을 총본산에 납부한 일이 있다.
광복 후 31대본산 주지들이 총사퇴하였으나 김재홍은 건봉사 주지로 다시 선출되었고, 곧 금강산 지역이 소군정 하에 들어가면서 불교계는 탄압을 받자 대한민국으로 월남해 계룡산으로 들어갔다. 1953년 계룡산 동학사에서 비구니 강원을 설립해 활동하였고, 문화훈장 국민장도 수여받았다.
2008년 발표된 민족문제연구소의 친일인명사전 수록예정자 명단 중 종교 부문에 선정되었다.

## 같이 보기
- 건봉사

## 참고자료
- 임혜봉 (2005년 3월 1일). 〈김재홍 : 의병 투쟁 후 친일로 변절한 건봉사 주지〉. 《친일 승려 108인》. 서울: 청년사. 253~255쪽쪽. ISBN 9788972783848.
- 경봉(鏡峰) - 한국학중앙연구원